# Mathilde af Belgien
 Der er for få eller ingen kildehenvisninger i denne artikel, hvilket er et problem. Du kan hjælpe ved at angive troværdige kilder til de påstande, som fremføres i artiklen.

Mathilde, Belgiernes Dronning (Mathilde Marie Christine Ghislaine; født den 20. januar 1973 i Ukkel i Belgien som Jonkvrouw Mathilde d'Udekem d'Acoz) er dronning af Belgien siden 21. juli 2013 som hustru til kong Philippe af Belgien.
Mathilde er datter af Patrick Henri d'Udekem d'Acoz og Anna Maria Komorowska. I 1999 blev hun gift med den belgiske tronfølger Philippe, søn af kong Albert 2. af Belgien. Hun blev dronning af Belgien i 2013, da kong Albert 2. abdicerede, og hendes mand besteg tronen. Hun er den første belgisk-fødte dronning af Belgien.
Dronning Mathilde og kong Philippe har fire børn, hvoraf den ældste Prinsesse Elisabeth er tronarving.

## Baggrund
Mathilde blev født den 20. januar 1973 i Uccle/Ukkel ved Bruxelles i Belgien som datter af sygeplejerske og polsk grevinde, Anna Maria Komorowska, og pensioneret dommer og æresgeneral i det belgiske luftvåben, Patrick Henri d'Udekem d'Acoz. 
Hun er uddannet som talepædagog i 1994 og som psykolog ved Université catholique de Louvain i 2002. Mens hun læste psykologi, mødte hun kronprins Philippe af Belgien til tennis. Det lykkedes dem at holde forbindelsen så godt skjult for offentligheden i tre år, at forlovelsen i 1999 kom som en overraskelse, og der blev talt om et arrangeret ægteskab. De blev gift den 4. december 1999 i Bruxelles.
Mathilde taler flydende engelsk, fransk, italiensk og flamsk.
Mathilde er gudmor til to prinsesser: Alexia af Nederlandene og Isabella af Danmark.

## Børn
Parret har fire børn:
- Élisabeth Thérèse Marie Hélène, født 25. oktober 2001
- Gabriel Baudouin Charles Marie, født 20. august 2003
- Emmanuel Leopold Guillaume François Marie, født 4. oktober 2005
- Éléonore Fabiola Victoria Anne Marie, født 16. april 2008

## Titel, prædikater og æresbevisninger

### Titler og prædikater
- 20. januar 1973 — 4. december 1999: Jonkvrouw Mathilde d'Udekem d'Acoz
- 4. december 1999 – 21. juli 2013: Hendes Kongelige Højhed Mathilde, Hertuginde af Brabant, Prinsesse af Belgien
- 21. juli 2013 — nu: Hendes Majestæt Mathilde, Belgiernes Dronning

### Æresbevisninger

#### Udenlandske dekorationer
- Danmark: Ridder af Elefantordenen (R.E.)  (2017)[1]
- Norge: Storkors af Sankt Olavs Orden (No.St.O.1)  (2003)[2]